# Campeonato Sul-Mato-Grossense Série B
Il Campeonato Sul-Mato-Grossense Série B è il secondo livello calcistico nello stato del Mato Grosso do Sul, in Brasile.

## Stagione 2018
- Aquidauanense (Aquidauana)
- Chapadão (Chapadão do Sul)
- Coxim (Coxim)
- Maracaju (Maracaju)
- Moreninhas (Campo Grande)

## Titoli per squadra
| Squadra          | Città           | Titoli |
| ---------------- | --------------- | ------ |
| CE Naviraiense   | Naviraí         | 2      |
| Chapadão         | Chapadão do Sul | 2      |
| Itaporã          | Itaporã         | 2      |
| Águia Negra      | Rio Brilhante   | 1      |
| Angivi           | Ivinhema        | 1      |
| Aquidauanense    | Aquidauana      | 1      |
| Corumbaense      | Corumbá         | 1      |
| EASA             | Corumbá         | 1      |
| Maracaju         | Maracaju        | 1      |
| Misto            | Três Lagoas     | 1      |
| SE Naviraiense   | Naviraí         | 1      |
| Novoperário      | Campo Grande    | 1      |
| Operário AC      | Dourados        | 1      |
| Ponta Porã       | Ponta Porã      | 1      |
| Pontaporense     | Ponta Porã      | 1      |
| Sete de Dourados | Dourados        | 1      |
| Dourados         | Dourados        | 1      |
| Ubiratan         | Dourados        | 1      |
| URSO             | Mundo Novo      | 1      |

## Campeonato Sul-Mato-Grossense Série C

### Titoli per squadra
| Squadra | Città   | Titoli |
| ------- | ------- | ------ |
| Itaporã | Itaporã | 1      |